# Arsenio Erico
Arsenio Erico (Asuncion, 30 maart 1915 – Buenos Aires, 23 juli 1977) was een Paraguayaans voetballer. 
Erico was voornamelijk actief in de Argentijnse Primera División en is daar ook de recordtopscorer met 293 goals, die allen voor CA Independiente gemaakt werden. Hij deelt deze eerste plaats wel met Ángel Labruna. Hij wordt beschouwd als de beste Paraguayaanse speler aller tijden en een van de grootste spelers uit de Argentijnse competitie. 
Hij begon zijn carrière op 15-jarige leeftijd bij Club Nacional. Hij maakte begin jaren dertig deel uit van het Paraguyaanse Rode Kruiselftal dat door Argentinië toerde om zo geld in te zamelen voor de Chaco-oorlog. Tijdens vriendschappelijke wedstrijden werd hij door Independiente opgemerkt en verkaste naar deze club. Voor het WK 1938 werd hem een extravagante som geld aangeboden om zich te laten naturaliseren tot Argentijn om zo mee voor het nationale team te kunnen spelen, maar hij weigerde dit. Hiervoor werd hij geprezen omdat hij trouw bleef aan zijn land. 
Het Estadio Arsenio Erico, de thuisbasis van Club Nacional, werd naar hem vernoemd.